# Palata Šestokrilović
Palata Šestokrilović je palata u Perastu. Palata je peraškog bratstva (kazade) Šestokrilovića, jedno od najstarijih peraških bratstava – kazada. Jedna je od važnijih palata u Perastu. Naročite je kulturno-istorijske, arhitektonske, ambijentalne i memorijalne vrijednosti.

## Istorija
Datira iz kraja 17. vijeka, ne nakon 1691. kako i stoji na oštećenom natpisu SESTO 1691 CR / ILO / VI / CH / 
Porodica Brguljan-Čorko jedno je vrijeme posjedovala ovu palatu. Vjerovatno su po ženskoj liniji ili nekim drugim putem došli u posjed palate porodice Šestokrilovića.
Stilski palata pripada baroknoj stambenoj arhitekturi.

## Lokacija
Nalazi se u jugoistočnom dijelu Perasta, u predjelu zvanom Luka, u drugom redu zgrada uz obalu. između Bizetine i palate Mazarović na zapadu i palate Bronza i kapele sv. Otkupitelja na istoku.

## Izgled
Na palati je oštećeni natpis s godinom 1691. i grb (ptičje krilo) nad balkonom na vijencu ispod krova. Palata je skladnih proporcija. Glavna je fasada ozidana kamenom i oblika je kvadrata. Dimenzije kamena su 20 x 25 cm. Od ostalih se sličnih objekata ova palata razlikuje romanskim slijepim arkadicama ispod vijenca. Zgrada je dvospratnica bez vidionice i podsjeća na renesansno oblikovanje. Stubište je vanjsko i vodi uz fasadu do prvog sprata. Drugi sprat ima balkon. Balustrada ja kamena i renesansno profilirana. Pred palatom je đardin,  s visokim zelenilom i cvijećem. Pomorci su donijeli i primjerke flore dalekih zemalja kao spomenu na vezu s dalekim svijetom. Krov je na četiri vode. Kod strehe je karakteristični prijelom.
Gabariti objekta su oko 10 x 8 m, spratovi su prizemlje + dva sprata i stanovanje u dijelu potkrovlja. Pomoćni objekt je gabarita 3,87 x 7,7 m. Ukupna bruto površina objekta je 331,29 m² za stambeni objekt i 50,72m² za pomoćni objekt.
Palatu se ne spominje kao ruševnu, nego kao stambenu građevinu s pomoćnim objektom - aneksom. Palati je bila potrebna rekonstrukcija te je vlasnica palate angažovala ustanove radi izrade projekta rekonstrukcije palate, s obzirom da palata Šestokrilović do tada nije istraživana.
Ispred palate se nalazi bujični kanal.

## Spoljašnje veze
- Boka 28-29, zbornik radova iz nauke, kulture i umjetnost Aleksandra Kapetanović: Istorijski razvoj palate Šestokrilović, str. 71, Herceg-Novi, 2009.

42° 29′ 6.72″ N 18° 42′ 6.98″ E / 42.4852000° С; 18.7019389° И